# Donna Haraway
Donna J. Haraway (født 6. september 1944) er en central teoretiker indenfor kønsforskning, biologi og teknologi. Haraway er Professor Emeritus ved University of California Santa Cruz i USA. Hun har skrevet talrige bøger og essays, der behandler spørgsmål om videnskab og feminisme, såsom "Et cyborgmanifest: Naturvidenskab, teknologi og socialistisk feminisme i det sene tyvende århundrede" (1985) og "Situeret viden: Vidensskabsspørgsmålet i feminismen og det partielle perspektivs forrang" (1988).
Donna Haraway har søgt at udvikle en kritisk feministisk tilgang til koblingen mellem køn, teknovidenskab og globale magtstrukturer. Hun har bl.a. forholdt sig kritisk til traditionelle naturvidenskabelige objektivitetskrav, og har som alternativ formuleret begrebet situeret viden, hvor vidensudsagn forstås som lokaliserede, positionerede og partielle. Haraway er også kendt for at introducere cyborgen som en metafor for de komplikationer, der er forbundet med at sondre stærkt mellem natur/kultur, menneske/maskine, virkelighed/fiktion og krop/ånd. På denne måde er Haraways tænkning ofte kendetegnet ved at opsøge mønstre i de eksisterende kollektive narrativer om viden og teknologi, for at reflektere over de måder hvorpå de opretholder forskellige begrænsende, skadelige eller ansvarsunddragende magtstrukturer.

## Publikationer
- Crystals, Fabrics, and Fields: Metaphors of Organicism in Twentieth-Century Developmental Biology, 1976. ISBN 978-0-300-01864-6
- "At blive i besværet. Om at skabe slægt i chthulucæn", København, Forlaget Mindspace, 2021. ISBN 978-87-93535-72-5
- "Forbundne arters manifest: Hunde, folk og signifikant andenhed", København, Forlaget Mindspace, 2021. ISBN 978-87-93535-44-2
- "Et cyborgmanifest: Naturvidenskab, teknologi og socialistisk feminisme i det sene tyvende århundrede", København: Forlaget Mindspace, 2020 (1985). ISBN 978-87-93535-54-1
- "Situeret viden: Videnskabsspørgsmålet i feminismen og det partielle perspektivs forrang", København: Forlaget Mindspace, 2018 (1988). ISBN 978-87-93535-26-8
- Primate Visions: Gender, Race, and Nature in the World of Modern Science, Routledge: New York and London, 1989. ISBN 978-0-415-90294-6
- Simians, Cyborgs and Women: The Reinvention of Nature, New York: Routledge, and London: Free Association Books, 1991 (includes "A Cyborg Manifesto: Science, Technology, and Socialist-Feminism in the Late Twentieth Century"). ISBN 978-0-415-90387-5
- Modest_Witness@Second_Millennium.FemaleMan©Meets_OncoMouse™: Feminism and Technoscience, New York: Routledge, 1997 (winner of the Ludwig Fleck Prize). ISBN 0-415-91245-8
- How Like a Leaf: A Conversation with Donna J. Haraway, Thyrza Nichols Goodeve, Routledge, 1999. ISBN 978-0-415-92402-3
- The Companion Species Manifesto: Dogs, People, and Significant Otherness, Chicago: Prickly Paradigm Press, 2003. ISBN 0-9717575-8-5
- When Species Meet, Minnesota: University of Minnesota Press, 2008. ISBN 0-8166-5045-4
- Staying With the Trouble: Making Kin in the Chthulucene, Durham: Duke University Press, 2016